# Serra Negra (Guaraqueçaba)
Serra Negra é um distrito localizado no município brasileiro de Guaraqueçaba, no litoral norte do estado do Paraná. De acordo com o Instituto Brasileiro de Geografia e Estatística (IBGE), sua população no ano de 2010 era de 1 504 habitantes.

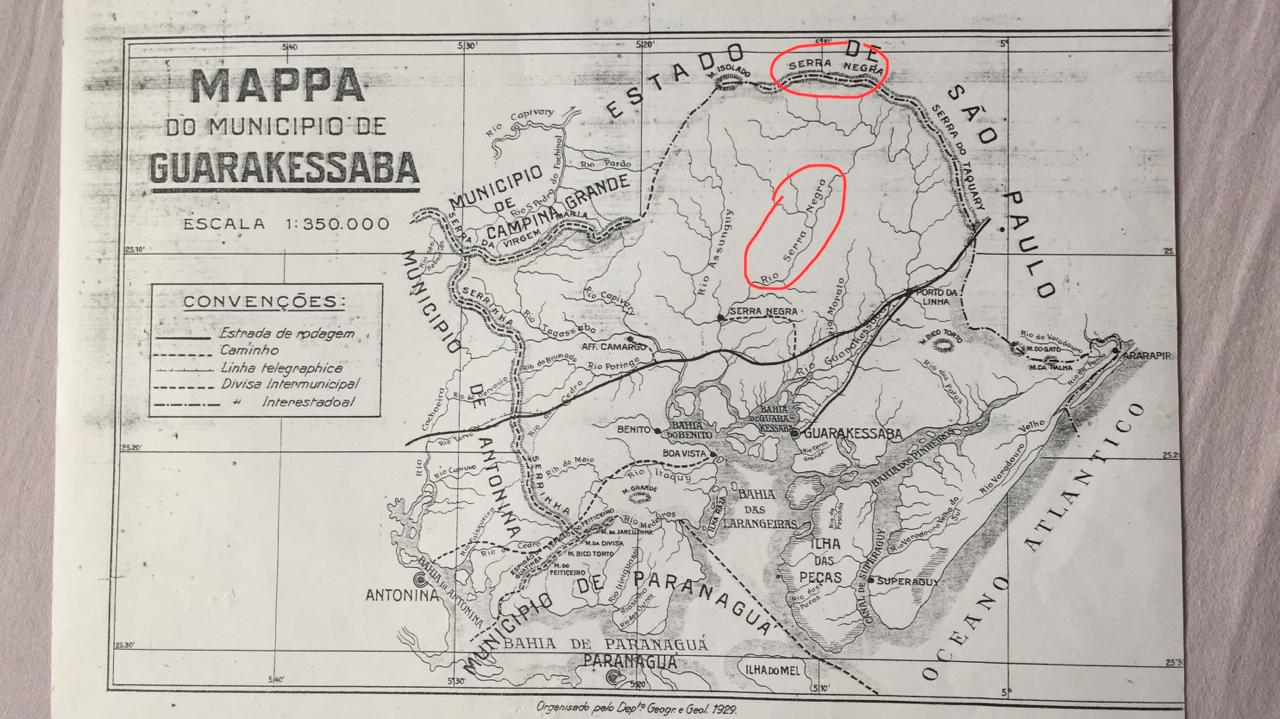
Nascente do Rio Serra Negra.

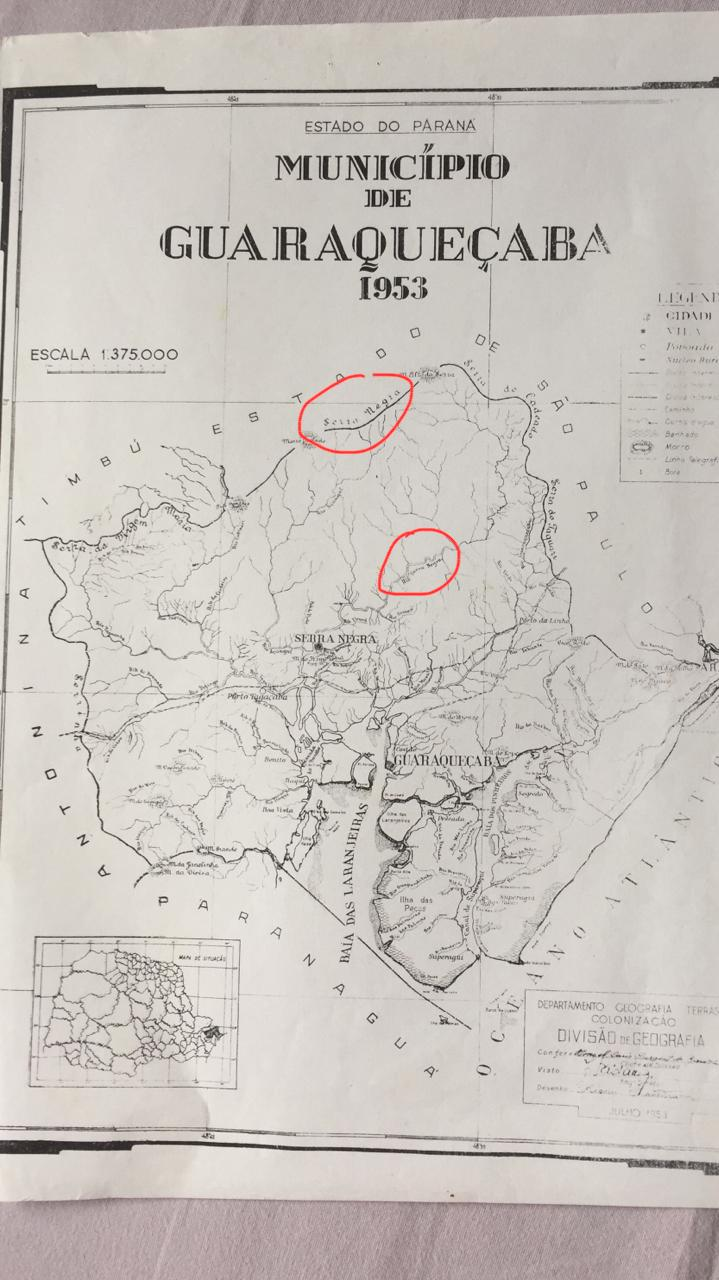
Nascente do rio Serra Negra.